# Colour the Small One
Colour the Small One är det tredje studioalbumet av den australiska artisten Sia Furler, utgivet den 19 januari 2004. Det producerades av Jimmy Hogarth.

## Låtlista
All sångtext är skriven av Sia Furler. 
| Nr           | Titel                                    | Musik                                      | Längd |
| ------------ | ---------------------------------------- | ------------------------------------------ | ----- |
| 1.           | Rewrite                                  | Samuel Dixon, Furler                       | 4:45  |
| 2.           | Sunday                                   | Dixon, Furler                              | 4:17  |
| 3.           | Breathe Me                               | Dan Carey, Furler                          | 4:34  |
| 4.           | The Bully                                | Beck (aka B Hansen), Furler, Jimmy Hogarth | 3:51  |
| 5.           | Sweet Potato                             | Kevin Cormack, Furler, Hogarth             | 4:00  |
| 6.           | Don't Bring Me Down                      | Furler, Blair MacKichan                    | 4:25  |
| 7.           | Natale's Song                            | Dixon, Furler                              | 2:32  |
| 8.           | Butterflies (International version only) | Cormack, Furler, Hogarth                   | 3:26  |
| 9.           | Moon                                     | Dixon, Furler, Hogarth                     | 5:02  |
| 10.          | The Church of What's Happening Now       | Dixon, Furler                              | 4:27  |
| 11.          | Numb                                     | Furler, Hogarth, McMillan                  | 4:40  |
| 12.          | Where I Belong                           | Dixon, Furler                              | 5:45  |
| Total längd: | Total längd:                             | Total längd:                               | 48:18 |